# Campeonato Paraguayo de Fútbol 2005
El Campeonato Paraguayo de Fútbol 2005 de la Primera División de Paraguay se disputó del 11 de febrero al 10 de diciembre, con la participación de diez clubes. Este estuvo compuesto por tres etapas: el Torneo Apertura, que lo ganó Cerro Porteño; el Torneo Clausura, que se lo adjudicó también Cerro Porteño, consagrándose automáticamente como Campeón Absoluto de la Temporada 2005 el Club Cerro Porteño, por 27ª vez en su historia.

## Torneo Apertura 2005
Se inició el 11 de febrero y culminó el 25 de junio. El formato de disputa fue el de todos contra todos, a partidos de ida y vuelta, con 18 fechas en juego. Resultó campeón el club Cerro Porteño, que también obtuvo un pase para la Copa Sudamericana 2005.

### Clasificación
| Pos. | Equipos           | PJ | PG | PE | PP | GF | GC | Dif. | Pts. |
| ---- | ----------------- | -- | -- | -- | -- | -- | -- | ---- | ---- |
| 1.   | Cerro Porteño     | 18 | 10 | 6  | 2  | 30 | 15 | 15   | 36   |
| 2.   | Guaraní           | 18 | 9  | 4  | 5  | 21 | 18 | 3    | 31   |
| 3.   | Nacional          | 18 | 9  | 3  | 6  | 25 | 22 | 3    | 30   |
| 4.   | 3 de Febrero      | 18 | 7  | 7  | 4  | 24 | 17 | 7    | 28   |
| 5.   | 12 de Octubre     | 18 | 6  | 8  | 4  | 22 | 22 | 0    | 26   |
| 6.   | Tacuary           | 18 | 4  | 11 | 3  | 24 | 19 | 5    | 23   |
| 7.   | Libertad          | 18 | 4  | 7  | 7  | 21 | 23 | -2   | 19   |
| 8.   | Sportivo Luqueño  | 18 | 3  | 8  | 7  | 20 | 22 | -2   | 17   |
| 9.   | General Caballero | 18 | 2  | 7  | 9  | 16 | 28 | -12  | 13   |
| 10.  | Olimpia           | 18 | 2  | 7  | 9  | 10 | 27 | -17  | 13   |

 Pos=Posición; PJ=Partidos jugados; PG=Partidos ganados; PE=Partidos empatados; PP=Partidos perdidos; GF=Goles a favor; GC=Goles en contra; Dif=Diferencia de gol; Pts=Puntos

### Pre-Sudamericana 2005
Se realizó un play-off entre los equipos ubicados entre el 2° lugar y el 5° (ambos incluidos). El ganador obtendrá un cupo para disputar la Copa Sudamericana 2005.
Guaraní se alzó con el cupo al vencer 2:1 a Nacional en el partido final.

#### Semifinales
| 29 de junio de 2005 | Nacional                                            | 3:1 (0:0) | 3 de Febrero      | Defensores del Chaco, Asunción    |                                   |
|                     | Ariel Bogado 46' Troadio Duarte 65' Dante López 84' |           | Domingo Ortiz 56' | Árbitro(s): Carlos Amarilla (PAR) | Árbitro(s): Carlos Amarilla (PAR) |

| 29 de junio de 2005 | Guaraní                            | 2:1 (1:0) | 12 de Octubre     | Defensores del Chaco, Asunción                               |                                                              |
|                     | Edgar González 8' Osvaldo Díaz 90' |           | Ignacio Rolón 74' | Asistencia: 1.141 espectadores Árbitro(s): Nelson Valenzuela | Asistencia: 1.141 espectadores Árbitro(s): Nelson Valenzuela |

#### Final
| 3 de julio | Guaraní                            | 2:1 (1:1) | Nacional            | Defensores del Chaco, Asunción                                 |                                                                |
|            | Carlos Recalde 8' Osvaldo Díaz 88' |           | Víctor Quintana 35' | Asistencia: 3.398 espectadores Árbitro(s): Carlos Torres (PAR) | Asistencia: 3.398 espectadores Árbitro(s): Carlos Torres (PAR) |

## Torneo Clausura 2005
Se inició el 5 de agosto y culminó el 10 de diciembre. El formato de disputa fue el de todos contra todos, a partidos de ida y vuelta, con 18 fechas en juego. Resultó campeón el club Cerro Porteño.

### Clasificación
| Pos. | Equipos           | PJ | PG | PE | PP | GF | GC | Dif. | Pts. |
| ---- | ----------------- | -- | -- | -- | -- | -- | -- | ---- | ---- |
| 1.   | Cerro Porteño     | 18 | 11 | 3  | 4  | 34 | 20 | 14   | 36   |
| 2.   | Libertad          | 18 | 9  | 5  | 4  | 30 | 23 | 7    | 32   |
| 3.   | Olimpia           | 18 | 9  | 4  | 5  | 29 | 20 | 9    | 31   |
| 4.   | 3 de Febrero      | 18 | 8  | 4  | 6  | 31 | 25 | 6    | 28   |
| 5.   | Nacional          | 18 | 7  | 6  | 5  | 24 | 20 | 4    | 27   |
| 6.   | Sportivo Luqueño  | 18 | 6  | 7  | 5  | 27 | 26 | 1    | 25   |
| 7.   | Tacuary           | 18 | 6  | 6  | 6  | 26 | 31 | -5   | 24   |
| 8.   | Guaraní           | 18 | 6  | 2  | 10 | 18 | 25 | -7   | 20   |
| 9.   | 12 de Octubre     | 18 | 2  | 8  | 8  | 18 | 33 | -15  | 14   |
| 10.  | General Caballero | 18 | 3  | 1  | 14 | 15 | 29 | -14  | 10   |

 Pos=Posición; PJ=Partidos jugados; PG=Partidos ganados; PE=Partidos empatados; PP=Partidos perdidos; GF=Goles a favor; GC=Goles en contra; Dif=Diferencia de gol; Pts=Puntos

### Pre-Libertadores 2006
Se realizó un play-off entre los equipos ubicados entre los vicecampeones del Torneo Apertura y Clausura. El ganador obtendrá un cupo para disputar la Copa Libertadores 2006.
Libertad ganó el cupo con un marcador global de 5:3 a favor, contra Guaraní.
| 14 de diciembre de 2005 | Guaraní                              | 2:1 (1:0) | Libertad          | Defensores del Chaco, Asunción                             |                                                            |
|                         | Cristian Sosa 18' Julián Benítez 51' |           | Rodrigo López 71' | Asistencia: 1.111 espectadores Árbitro(s): Carlos Amarilla | Asistencia: 1.111 espectadores Árbitro(s): Carlos Amarilla |

| 18 de diciembre de 2005 | Libertad                                                                        | 4:1 (1:0) | Guaraní                | Defensores del Chaco, Asunción                           |                                                          |
|                         | Cristian Riveros 5' Gustavo Morínigo 69' Gustavo Morínigo 73' Rodrigo López 76' |           | Gilberto Velázquez 80' | Asistencia: 2.358 espectadores Árbitro(s): Carlos Torres | Asistencia: 2.358 espectadores Árbitro(s): Carlos Torres |

## Puntaje acumulado
Resultante de la suma del Apertura y Clausura.
|                           | Pts | PJ | G  | E  | P  | GF | GC | DIF |
| ------------------------- | --- | -- | -- | -- | -- | -- | -- | --- |
| 1 Club Cerro Porteño      | 72  | 36 | 21 | 9  | 6  | 64 | 35 | +31 |
| 2 Club Nacional           | 57  | 36 | 16 | 9  | 11 | 49 | 42 | +7  |
| 3 Club 3 de Febrero       | 56  | 36 | 15 | 11 | 10 | 55 | 42 | +13 |
| 4 Club Libertad           | 51  | 36 | 13 | 12 | 11 | 51 | 46 | +5  |
| 5 Club Guaraní            | 51  | 36 | 15 | 6  | 15 | 39 | 43 | -4  |
| 6 Club Tacuary            | 47  | 36 | 10 | 17 | 9  | 50 | 50 | 0   |
| 7 Club Olimpia            | 44  | 36 | 11 | 11 | 14 | 39 | 47 | -8  |
| 8 Club Sportivo Luqueño   | 42  | 36 | 9  | 15 | 12 | 47 | 48 | -1  |
| 9 Club 12 de Octubre      | 40  | 36 | 8  | 16 | 12 | 40 | 55 | -15 |
| 10 Club General Caballero | 23  | 36 | 5  | 8  | 23 | 31 | 57 | -16 |

 Pts=Puntos; PJ=Partidos jugados; G=Partidos ganados; E=Partidos empatados; P=Partidos perdidos; GF=Goles a favor; GC=Goles en contra; DIF=Diferencia de gol
|  | Clasificado a Copa Libertadores 2006 y Copa Sudamericana 2006 |
|  | Clasificado a Copa Libertadores 2006                          |
|  | Clasificado a Copa Sudamericana 2006                          |
|  | Descendido a División Intermedia                              |

## Descensos y promociones
- El club General Caballero retornó a la División Intermedia, al finalizar en el último lugar en la tabla de promedios.

- Los clubes 2 de Mayo y Club Fernando de la Mora ascendieron a la categoría principal al culminar el torneo de la División Intermedia en 1° y 2° lugar respectivamente. De esta manera, en 2006, la Primera División elevó a once su cantidad de participantes.